# Blodelsheim
Blodelsheim é uma comuna francesa na região administrativa de Grande Leste, no departamento Alto Reno. Estende-se por uma área de 20,59 km². Em 2010 a comuna tinha 2 000 habitantes (densidade: 97,1 hab./km²).